# Аргудан (река)
Аргудан (кабард.-черк. Аргудан), Аргубли (Аргъублэ) — река в России, протекает в Кабардино-Балкарской Республике. Устье реки находится в 434 км по левому берегу реки Терек. Длина реки — 60 км, площадь её водосборного бассейна — 176 км².
Имеет множество мелких притоков, наиболее крупными из которых являются: Вагацуко (л.п.), Нивако (л.п.), Худуруко (п.п.), Хромсошипш (п.п.), Диеко (п.п.), Гнилушка. 

## Данные водного реестра
По данным государственного водного реестра России относится к Западно-Каспийскому бассейновому округу, водохозяйственный участок реки — Терек от впадения реки Урух до впадения реки Малка, речной подбассейн реки — подбассейн отсутствует. Речной бассейн реки — Реки бассейна Каспийского моря междуречья Терека и Волги.
Код объекта в государственном водном реестре — 07020000412108200004034.